# کلاه‌صورتی‌ها
کلاه‌صورتی‌ها (نام علمی: Scadoxus) نام یک سرده از زیرخانواده نرگس‌واران است.